# 空間時間
空間時間是一个化学反应工程名词，其定义为：於給定的進料條件下，為處理一個反應器體積的流體量所需的時間。空間時間一般以希臘字母τ表示，並可由反應器體積除以進料體積流率求得。其求法與水力滯留時間（HRT=V/Q）相當。空間時間經常用於化學反應器之計算，且通常較平均滯留時間實用。當符合以下條件時，平均滯留時間等於空間時間：
1. 恆溫且恆壓。
2. 反應過程中密度不變。
3. 體積流率於進料處測得。